# Big Comic Spirits
Big Comic Spirits (ビッグコミックスピリッツ, Biggu Komikku Supirittsu) est un magazine de prépublication de mangas hebdomadaire de type seinen publié par Shōgakukan. Il appartient à la famille de magazine Big Comic.
Les thèmes des mangas prépubliés dans le Big Comic Spirits concernent généralement la nourriture, le sport, le travail ou bien les relations humaines. Lors de sa création le 14 octobre 1980, le Big Comic Spirits ne paraissait que deux fois par mois. Il connait le succès grâce à la série Maison Ikkoku de Rumiko Takahashi, et prend un rythme de publication hebdomadaire (le lundi) à partir d'avril 1986.
En 2009, Shōgakukan lance en parallèle le magazine mensuel Monthly Big Comic Spirits. Un numéro spécial du Big Comic Spirits, le Supirittsu zōkan ikki (スピリッツ増刊IKKI), devient un magazine à part entière, le Monthly Ikki, publié entre le 25 février 2003 et le 25 septembre 2014.

## Mangas publiés dans leBig Comic Spiritsau Japon

### Liste des séries
|  | Manga en inactivité |

| Titre                                                                                  | Auteur                                                                   | Première publication |
| -------------------------------------------------------------------------------------- | ------------------------------------------------------------------------ | -------------------- |
| Ao Ashi (アオアシ)                                                                     | Yûgo Kobayashi                                                           | janvier 2015         |
| Ao Ashi Brother Foot (アオアシ ブラザーフット)                                         | Yûgo Kobayashi                                                           | juillet 2021         |
| Asadora ! (あさドラ！)                                                                 | Naoki Urasawa                                                            | octobre 2018         |
| Battleground Workers (バトルグラウンドワーカーズ)                                      | Minoru Takeyoshi                                                         | avril 2019           |
| Chi: Chikyū no Undō ni Tsuite (チ。-地球の運動について-)                               | Uoto                                                                     | septembre 2020       |
| Dance Dance Danseur (ダンス・ダンス・ダンスール)                                       | George Asakura                                                           | septembre 2015       |
| DRAGON JAM (ドラゴンジャム)                                                            | Itsunari Fujii                                                           | avril 2011           |
| Fuuto PI (風都探偵)                                                                    | Riku Sanjō (scénario), Masaki Satou (dessin)                             | août 2017            |
| Hirayasumi (ひらやすみ)                                                                | Keigo Shinzō                                                             | avril 2021           |
| Jagaaan (ジャガーン)                                                                   | Muneyuki Kaneshiro (scénario), Nishida Kensuke (dessin)                  | février 2017         |
| Kekkon suru tte, Hontou desu ka? (結婚するって、本当ですか)                            | Tamiki Wakaki                                                            | mars 2020            |
| Kenkō de Bunkateki na Saitei Gendo no Seikatsu (健康で文化的な最低限度の生活)          | Haruko Kashiwagi                                                         | mars 2014            |
| Kidō Senshi Gan Damu Bandiera (機動戦士ガンダム バンディエラ)                          | Rie Kano (dessin), Hajime Yatate (scénario), Yoshiyuki Tomino (scénario) | janvier 2020         |
| Kimakure Concept Chronicle (気まぐれコンセプト)                                        | Hoichoi Productions                                                      | 1981                 |
| Kimi wa Houkago Insomnia (君は放課後インソムニア)                                      | Makoto Ojiro                                                             | mai 2019             |
| Koi to Kokkai (恋と国会)                                                               | Keiko Nishi                                                              | novembre 2018        |
| Kujô l'Implacable (九条の大罪)                                                         | Shōhei Manabe                                                            | octobre 2020         |
| Kuneru Maruta Nubo (くーねるまるた ぬーぼ)                                             | Jingu Takao                                                              | février 2018         |
| Kyōjō (教場)                                                                           | Hiroki Nagaoka (scénario), Midori Wataru (dessin)                        | décembre 2020        |
| Mogura no Uta (土竜の唄)                                                               | Noboru Takahashi                                                         | septembre 2008       |
| Nigatsu no Shōsha (二月の勝者)                                                         | Noboru Takahashi                                                         | décembre 2017        |
| O Wakare Hospital (お別れホスピタル)                                                   | Noboru Takahashi                                                         | décembre 2017        |
| Oishinbo (美味しんぼ)                                                                  | Tetsu Kariya (scénario), Akira Hanasaki (dessin)                         | octobre 1983         |
| Ojōgiwa no Imi o Shire ！ (往生際の意味を知れ！)                                       | Noboru Takahashi                                                         | février 2020         |
| Puratanasu no Mi (プラタナスの実)                                                      | Toshiya Higashimoto                                                      | octobre 2020         |
| Saturn Return (サターンリターン)                                                       | Akane Torikai                                                            | janvier 2019         |
| Shinkurou, Run! (新九郎、奔る!)                                                        | Masami Yūki                                                              | janvier 2020         |
| Ukiwa, to Fūrin. Tomodachi Ijō, Furinmiman (うきわ、と風鈴。ー友達以上、不倫未満ー)    | Masami Yūki                                                              | mai 2021             |
| Watashi no Musuko ga Isekai Tensei Shitappoi (私の息子が異世界転生したっぽい フルver.) | Hikari Shibata (dessin), Kanemoto (scénario)                             | août 2021            |